# Alwin Seifert (Maler)

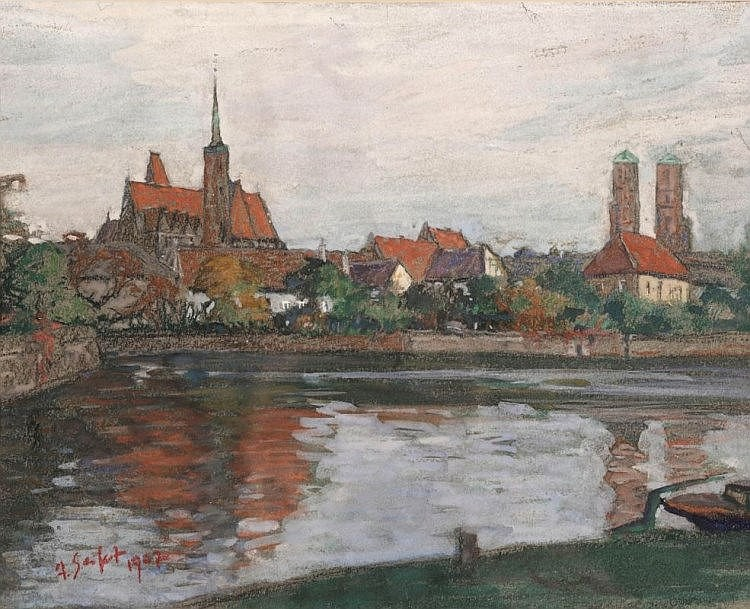
Alwin Seifert: Breslau mit dem Dom (1907, Mischtechnik auf Papier)

Alwin Seifert (* 15. Juni 1873 in Leipzig; † 27. Februar 1937 ebenda) war ein deutscher Landschaftsmaler, Lithograf, Grafiker und Kunstgewerbler.

## Leben
Seifert war Schüler der Akademien von Leipzig und Düsseldorf. 1899 war er als Kunstmaler in Düsseldorf ansässig. Er arbeitete eine Weile als Lehrkraft an der Industrieschule der Spielzeugindustrie in Sonneberg, ehe er von 1914 bis 1933 als Leiter der Spielwarenfachschule in Seiffen wirkte. Zeitweise war er auch gleichzeitig Schulleiter der Spielwarenfachschule in Grünhainichen. 1920 wurde ihm der Titel Professor verliehen. Er entwarf Holzspielzeug und erwarb sich Verdienste um die Erforschung und Entwicklung der erzgebirgischen Spielzeugmacherei. Im Einklang mit dem sächsischen Volkskundler Oskar Seyffert sprach er sich für die Herstellung des traditionellen Spielzeugs als „bodenständig schlichte Volkskunst“ in Heim- und Handarbeit sowie unter Anknüpfung an die erzgebirgischen Überlieferungen aus. Als Schulleiter in Seiffen trug er seit 1914 die Sammlung „Ältere und neuere Spielsachen“ zusammen, die später in der Sammlung des Erzgebirgischen Spielzeugmuseums Seiffen aufging.

## Schrift
- Neues erzgebirgisches Holzspielzeug. In: Sächsische Heimat. Band 9, Heft 3, 1925/1926, S. 105–108.